# Nord del Canadà

El nord del Canadà definit políticament

El Nord del Canadà, anomenat localment simplement el Nord, és una vasta regió nòrdica del Canadà definida de diverses maneres geogràficament i políticament. Políticament, el terme fa referències als tres territoris canadencs: Yukon, els Territoris del Nord-oest i Nunavut. De manera similar, el Gran Nord fa referència a l'Àrtida canadenca, és a dir, la porció del Canadà que es troba al nord del cercle àrtic.